# Bureau of Industry and Security
Le Bureau of Industry and Security (BIS) est une agence du département du Commerce des États-Unis responsable des questions liées à la sécurité nationale et aux technologies de pointe. L'un des principaux objectifs du bureau est de lutter contre la prolifération des armes de destruction massive, tout en favorisant la croissance des exportations américaines. Le Bureau est dirigé par le sous-secrétaire au commerce pour l'industrie et la sécurité.
La mission du BIS est d'améliorer la sécurité nationale, la politique étrangère et les intérêts économiques des États-Unis. Les activités du BIS comprennent la réglementation de l'exportation de biens sensibles et de technologies à double usage (civiles et militaires) ; l'application des lois sur le contrôle des exportations, l'anti-boycott et la sécurité publique ; la coopération avec les autres pays en matière de contrôle des exportations et de questions commerciales stratégiques ; l'appui à l'industrie américaine dans le cadre du respect des accords internationaux de maîtrise des armements ; la surveillance de la viabilité de la base industrielle de défense américaine ; et la promotion d'initiatives fédérales et de partenariats public-privé pour protéger les infrastructures essentielles du pays.
Les articles figurant sur la liste de contrôle du commerce (CCL) - qui comprend de nombreux produits et technologies sensibles comme les logiciels de cryptage - nécessitent un permis du Département du commerce avant de pouvoir être exportés. Pour déterminer si un permis d'exportation est requis, un numéro de classification de contrôle des exportations (ECCN) est utilisé.